# Konongo-Odumase
Konongo-Odumase – miasto i stolica dystryktu Asante Akim North w regionie Ashanti w Ghanie. Miasto jest położone ok. 60 km od stolicy regionu, Kumasi.
W Konongo urodził się piłkarz reprezentacji Ghany Sulley Muntari.